# Grote Depressie (1873-1896)

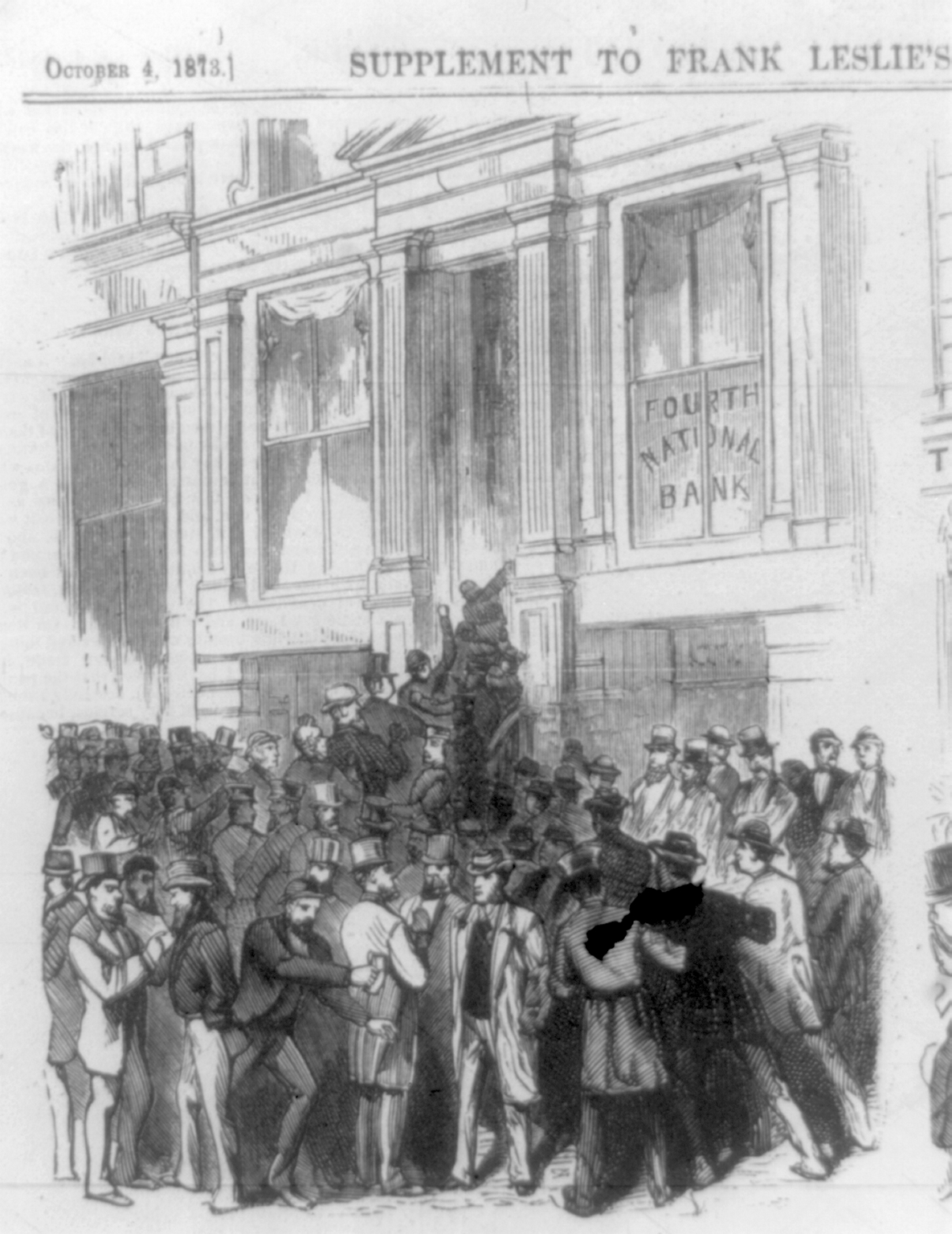
Bankrun op de Fourth National Bank in New York in 1873.

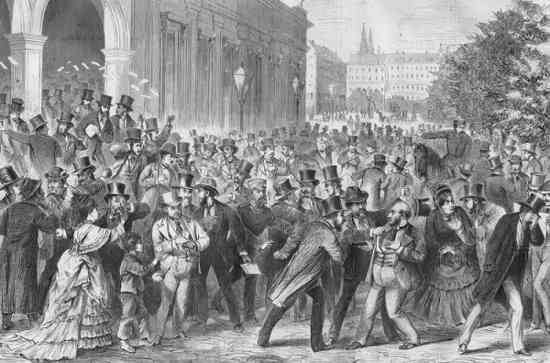
De beurskrach in Wenen van 9 mei 1873. Illustratie uit Leipzig, 21 juni 1873

De Grote Depressie of Lange Depressie was een wereldwijde economische crisis van 1873 tot 1896 die volgde op de sterke economische groei die in gang was gezet door de tweede industriële revolutie in de tien jaar na de Amerikaanse Burgeroorlog. In die tijd werd het de Grote Depressie genoemd en behield deze titel tot aan de Grote Depressie van de jaren 1930. Deze depressie werd gekenmerkt door algemene deflatie en de lage groei die begon in 1873 en eindigde rond 1896, maar had niet de ernstige economische teruggang en spectaculaire terugval van de laatste Grote Depressie.
De economische depressie was het meest voelbaar in West-Europa en Noord-Amerika, voor zover is na te gaan uit de beschikbare gegevens. De Landbouwcrisis (1878-1895) was een belangrijk onderdeel van de Grote Depressie. Het Verenigd Koninkrijk werd het hardst getroffen, en verloor in deze periode haar grote industriële voorsprong op de economieën van het vasteland van Europa. De gangbare mening was dat de economie van het Verenigd Koninkrijk continu in een depressie verkeerde van 1873 tot en met 1896, waardoor verschillende teksten ook wel spreken van de Grote Depressie van 1873-1896.
In de Verenigde Staten spreken de economen veelal van de Depressie van 1873-1879 die werd ingeluid door de beurskrach of 'paniek' van 1873 en werd gevolgd door de beurskrach van 1893, waarbij de gehele periode ook wel de Lange Depressie werd genoemd. Volgens het Amerikaanse onderzoeksinstituut National Bureau of Economic Research (NBER) was er een periode van krimp die duurde van oktober 1873 tot maart 1879. Deze 65 maanden durende periode was de langste ooit, volgens de NBER. De periode van economische krimp gedurende de latere Grote Depressie duurde uiteindelijk 43 maanden.
In de Verenigde Staten gingen er in de periode 1873-1879 zo'n 18.000 bedrijven failliet, waaronder honderden banken en tien staten, terwijl de werkloosheid een piek bereikte van 14% in 1876 lang nadat de beurskrach was afgelopen.
De meeste auteurs beschouwen de gehele depressie als schadelijk, maar de econoom Murray Rothbard beweerde juist dat na de beurskrach de economie een periode van snelle groei beleefde, waarbij de VS tussen 1870 en 1880 harder groeide dan ooit tevoren.